# Seznam dílů seriálu S.W.A.T. (2017)
Toto je seznam dílů seriálu S.W.A.T. Americký kriminální televizní seriál S.W.A.T. měl premiéru 2. listopadu 2017 na stanici CBS. V Česku měl seriál premiéru 5. února 2018 na stanici AXN.

## Přehled řad
| Řada | Díly | Premiéra v USA     | Premiéra v USA  | Premiéra v ČR   | Premiéra v ČR     |
| Řada | Díly | První díl          | Poslední díl    | První díl       | Poslední díl      |
| ---- | ---- | ------------------ | --------------- | --------------- | ----------------- |
| 1    | 22   | 2. listopadu 2017  | 17. května 2018 | 5. února 2018   | 2. července 2018  |
| 2    | 23   | 27. září 2018      | 16. května 2019 | 11. března 2019 | 12. srpna 2019    |
| 3    | 21   | 2. října 2019      | 20. května 2020 | 7. dubna 2020   | 22. prosince 2020 |
| 4    | 18   | 11. listopadu 2020 | 26. května 2021 | 12. dubna 2021  | 2. srpna 2021     |
| 5    | 22   | 1. října 2021      | 22. května 2022 | 4. dubna 2022   | bude oznámeno     |

## Seznam dílů

### První řada (2017–2018)
| Č. v seriálu | Č. v řadě | Původní název | Český název             | Režie                | Scénář                            | Premiéra v USA     | Premiéra v ČR    | Prod. kód | Sledovanost v USA (v milionech diváků) |
| ------------ | --------- | ------------- | ----------------------- | -------------------- | --------------------------------- | ------------------ | ---------------- | --------- | -------------------------------------- |
| 1            | 1         | Pilot         | Pilot                   | Justin Lin           | Aaron Rahsaan Thomas a Shawn Ryan | 2. listopadu 2017  | 5. února 2018    | 100       | 6,74                                   |
| 2            | 2         | Cuchillo      | Cuchillo                | Billy Gierhart       | Craig Gore                        | 9. listopadu 2017  | 12. února 2018   | 101       | 6,59                                   |
| 3            | 3         | Pamilya       | Rodina                  | Billy Gierhart       | Sam Humphrey                      | 16. listopadu 2017 | 19. února 2018   | 103       | 6,26                                   |
| 4            | 4         | Radical       | Radikál                 | Greg Beeman          | Kent Rotherham                    | 23. listopadu 2017 | 26. února 2018   | 102       | 5,84                                   |
| 5            | 5         | Imposters     | Podvodníci              | Guy Ferland          | VJ Boyd                           | 30. listopadu 2017 | 5. března 2018   | 105       | 6,71                                   |
| 6            | 6         | Octane        | Na plný plyn            | Eagle Egilsson       | Michael Jones-Morales             | 7. prosince 2017   | 12. března 2018  | 104       | 6,25                                   |
| 7            | 7         | Homecoming    | Smrt s ručeným omezeným | John Showalter       | Alison Cross                      | 14. prosince 2017  | 19. března 2018  | 106       | 6,45                                   |
| 8            | 8         | Miracle       | Zázrak                  | Holly Dale           | A.C. Allen                        | 21. prosince 2017  | 26. března 2018  | 107       | 6,28                                   |
| 9            | 9         | Blindspots    | Slepé skvrny            | Billy Gierhart       | Michael Gemballa                  | 4. ledna 2018      | 2. dubna 2018    | 108       | 6,21                                   |
| 10           | 10        | Seizure       | Záchvat                 | Larry Teng           | Aaron Rahsaan Thomas              | 11. ledna 2018     | 9. dubna 2018    | 109       | 6,38                                   |
| 11           | 11        | K-Town        | Korejská čtvrť          | Omar Madha           | Craig Gore                        | 18. ledna 2018     | 16. dubna 2018   | 110       | 6,02                                   |
| 12           | 12        | Contamination | Kontaminace             | Elodie Keene         | Robert Wittstadt                  | 1. února 2018      | 23. dubna 2018   | 111       | 6,23                                   |
| 13           | 13        | Fences        | Hranice                 | Alex Graves          | Sam Humphrey                      | 1. března 2018     | 30. dubna 2018   | 112       | 5,32                                   |
| 14           | 14        | Ghosts        | Duchové                 | John Showalter       | Michael Jones-Morales             | 8. března 2018     | 7. května 2018   | 113       | 5,57                                   |
| 15           | 15        | Crews         | Mechanici               | Hanelle M. Culpepper | V.J. Boyd                         | 29. března 2018    | 14. května 2018  | 114       | 5,26                                   |
| 16           | 16        | Payback       | Odplata                 | Billy Gierhart       | Alison Cross                      | 5. dubna 2018      | 21. května 2018  | 115       | 5,05                                   |
| 17           | 17        | Armory        | Zbrojnice               | Rob J. Greenlea      | Craig Gore                        | 12. dubna 2018     | 28. května 2018  | 116       | 5,31                                   |
| 18           | 18        | Patrol        | Hlídka                  | Norberto Barba       | A.C. Allen                        | 19. dubna 2018     | 4. června 2018   | 117       | 5,32                                   |
| 19           | 19        | Source        | Zdroj                   | Doug Aarniokoski     | Michael Gemballa                  | 26. dubna 2018     | 11. června 2018  | 118       | 5,22                                   |
| 20           | 20        | Vendetta      | Vendeta                 | Billy Gierhart       | Kent Rotherham                    | 3. května 2018     | 18. června 2018  | 119       | 5,09                                   |
| 21           | 21        | Hunted        | Zálesáci                | Nina Lopez-Corrado   | Matthew T. Brown                  | 10. května 2018    | 25. června 2018  | 120       | 5,54                                   |
| 22           | 22        | Hoax          | Hoax                    | Billy Gierhart       | Aaaron Rahsaan Thomas             | 17. května 2018    | 2. července 2018 | 121       | 6,03                                   |

### Druhá řada (2018–2019)
| Č. v seriálu | Č. v řadě | Původní název          | Český název         | Režie              | Scénář                                  | Premiéra v USA     | Premiéra v ČR     | Prod. kód | Sledovanost v USA (v milionech diváků) |
| ------------ | --------- | ---------------------- | ------------------- | ------------------ | --------------------------------------- | ------------------ | ----------------- | --------- | -------------------------------------- |
| 23           | 1         | Shaky Town             | Otřesené město      | Billy Gierhart     | Michael Jones-Morales                   | 27. září 2018      | 11. března 2019   | 201       | 4,7                                    |
| 24           | 2         | Gasoline Drum          | Vyvalte sudy        | John Showalter     | Aaron Rahsaan Thomas                    | 4. října 2018      | 18. března 2019   | 202       | 5,21                                   |
| 25           | 3         | Fire and Smoke         | Není kouře bez ohně | Billy Gierhart     | Alison Cross                            | 10. října 2018     | 25. března 2019   | 203       | 5,4                                    |
| 26           | 4         | Saving Face            | Zachovat si tvář    | Bill Roe           | A.C. Allen                              | 18. října 2018     | 1. dubna 2019     | 204       | 5,49                                   |
| 27           | 5         | S.O.S.                 | S.O.S.              | Larry Teng         | Andrew Dettmann                         | 25. října 2018     | 8. dubna 2019     | 205       | 5,36                                   |
| 28           | 6         | Never Again            | Nikdy víc           | Marc Roskin        | Craig Gore                              | 1. listopadu 2018  | 15. dubna 2019    | 206       | 5,22                                   |
| 29           | 7         | Inheritance            | Dědictví            | Romeo Tirone       | Kent Rotherham                          | 8. listopadu 2018  | 22. dubna 2019    | 207       | 5,13                                   |
| 30           | 8         | The Tiffany Experience | Svět podle Tiffany  | Guy Ferland        | VJ Boyd                                 | 15. listopadu 2018 | 29. dubna 2019    | 208       | 5,13                                   |
| 31           | 9         | Day Off                | Den volna           | Lexi Alexander     | Sarah Alderson                          | 29. listopadu 2018 | 6. května 2019    | 209       | 5,2                                    |
| 32           | 10        | 1000 Joules            | 1000 joulů          | David Rodriguez    | Craig Gore                              | 6. prosince 2018   | 13. května 2019   | 210       | 5,34                                   |
| 33           | 11        | School                 | Škola               | Billy Gierhart     | Robert Wittstadt                        | 3. ledna 2019      | 20. května 2019   | 211       | 5,99                                   |
| 34           | 12        | Los Huesos             | Los Huesos          | Alex Kalymnios     | Michael Jones-Morales                   | 10. ledna 2019     | 27. května 2019   | 212       | 5,91                                   |
| 35           | 13        | Encore                 | Přídavek            | Rob Greenlea       | Munis Rashid                            | 31. ledna 2019     | 3. června 2019    | 213       | 5,68                                   |
| 36           | 14        | The B-Team             | Záložáci            | Maja Vrvilo        | VJ Boyd                                 | 7. února 2019      | 10. června 2019   | 214       | 4,96                                   |
| 37           | 15        | Fallen                 | Padlí               | Guy Ferland        | Michael Gemballa                        | 14. února 2019     | 17. června 2019   | 215       | 5,59                                   |
| 38           | 16        | Pride                  | Pýcha               | Nina Lopez-Corrado | Matthew T. Brown                        | 21. února 2019     | 24. června 2019   | 216       | 5,47                                   |
| 39           | 17        | Jack                   | Jack                | Larry Teng         | Kent Rotherham                          | 7. března 2019     | 1. července 2019  | 217       | 5,58                                   |
| 40           | 18        | Cash Flow              | Prachy se točí      | Billy Gierhart     | Andrew Dettmann a Amelia Sims           | 4. dubna 2019      | 8. července 2019  | 218       | 4,73                                   |
| 41           | 19        | Invisible              | Neviditelní         | John Terlesky      | A.C. Allen                              | 18. dubna 2019     | 15. července 2019 | 219       | 5,09                                   |
| 42           | 20        | Rocket Fuel            | Raketové palivo     | Laura Belsey       | Craig Gore a Ryan Keleher               | 25. dubna 2019     | 22. července 2019 | 220       | 5,01                                   |
| 43           | 21        | Day of Dread           | Den hrůzy           | Alrick Riley       | Alison Cross                            | 2. května 2019     | 29. července 2019 | 221       | 5                                      |
| 44           | 22        | Trigger Creep          | Šílený střelec      | Oz Scott           | Sarah Alderson a Munis Rashid           | 9. května 2019     | 5. srpna 2019     | 222       | 5,02                                   |
| 45           | 23        | Kangaroo               | Šaráda              | Billy Gierhart     | Aaron Rahsaan Thomas a Michael Gemballa | 16. května 2019    | 12. srpna 2019    | 223       | 5,75                                   |

### Třetí řada (2019–2020)
| Č. v seriálu | Č. v řadě | Původní název     | Český název      | Režie                 | Scénář                                 | Premiéra v USA     | Premiéra v ČR      | Prod. kód | Sledovanost v USA (v milionech diváků) |
| ------------ | --------- | ----------------- | ---------------- | --------------------- | -------------------------------------- | ------------------ | ------------------ | --------- | -------------------------------------- |
| 46           | 1         | Fire in the Sky   | Oheň na obloze   | Billy Gierhart        | Michael Jones-Morales                  | 2. října 2019      | 7. dubna 2020      | 301       | 4,03                                   |
| 47           | 2         | Bad Faith         | Ve špatné víře   | Marc Roskin           | Kent Rotherham                         | 9. října 2019      | 14. dubna 2020     | 302       | 3,73                                   |
| 48           | 3         | Funny Money       | Falešný prachy   | Alrick Riley          | Alison Cross                           | 16. října 2019     | 21. dubna 2020     | 303       | 3,56                                   |
| 49           | 4         | Immunity          | Imunita          | Jann Turner           | Michael Gemballa                       | 23. října 2019     | 28. dubna 2020     | 304       | 3,76                                   |
| 50           | 5         | The LBC           | Long Beach       | Lin Oeding            | Aaron Rahsaan Thomas                   | 30. října 2019     | 1. září 2020       | 305       | 3,43                                   |
| 51           | 6         | Kingdom           | Království       | David Rodriguez       | Sarah Alderson                         | 6. listopadu 2019  | 8. září 2020       | 306       | 3,84                                   |
| 52           | 7         | Track             | Trať             | Batan Silva           | Robert Wittstadt                       | 13. listopadu 2019 | 15. září 2020      | 307       | 3,09                                   |
| 53           | 8         | Lion's Den        | Lví doupě        | Billy Gierhart        | Munis Rashid                           | 20. listopadu 2019 | 22. září 2020      | 308       | 3,76                                   |
| 54           | 9         | Sea Legs          | Síla zvyku       | Greg Beeman           | Craig Gore                             | 27. listopadu 2019 | 29. září 2020      | 309       | 3,23                                   |
| 55           | 10        | Monster           | Zrůda            | Guy Ferland           | A.C. Allen                             | 11. prosince 2019  | 6. října 2020      | 310       | 4,81                                   |
| 56           | 11        | Bad Cop           | Zlej polda       | Ben Hernandez Bray    | Andrew Dettmann                        | 15. ledna 2020     | 13. října 2020     | 311       | 3,66                                   |
| 57           | 12        | Good Cop          | Hodnej polda     | Guy Ferland           | Matthew T. Brown                       | 22. ledna 2020     | 20. října 2020     | 312       | 3,39                                   |
| 58           | 13        | Ekitai Rashku     | Ekitai Rashku    | Billy Gierhart        | Craig Gore                             | 29. ledna 2020     | 27. října 2020     | 313       | 4,45                                   |
| 59           | 14        | Animus            | Animus           | Hannelle M. Culpepper | Michael Jones-Morales a Sarah Alderson | 4. března 2020     | 3. listopadu 2020  | 314       | 3,47                                   |
| 60           | 15        | Knockout          | Knockout         | Billy Gierhart        | A.C. Allen a Kent Rotherham            | 11. března 2020    | 10. listopadu 2020 | 315       | 4,19                                   |
| 61           | 16        | Gunpowder Treason | Výbušné spiknutí | Paul Bernard          | Amelia Sims                            | 18. března 2020    | 17. listopadu 2020 | 316       | 4,01                                   |
| 62           | 17        | Hotel L.A.        | Hotel L.A.       | Laura Belsey          | Alison Cross                           | 25. března 2020    | 24. listopadu 2020 | 317       | 3,82                                   |
| 63           | 18        | Stigma            | Stigma           | Billy Gierhart        | Ryan Keleher                           | 8. dubna 2020      | 1. prosince 2020   | 318       | 3,85                                   |
| 64           | 19        | Vice              | Mravnostní       | Oz Scott              | Michael Gemballa a Matthew T. Brown    | 22. dubna 2020     | 8. prosince 2020   | 319       | 4,76                                   |
| 65           | 20        | Wild Ones         | Rebelové         | Cherie Dvorak         | Andrew Dettmann                        | 29. dubna 2020     | 15. prosince 2020  | 320       | 5,03                                   |
| 66           | 21        | Diablo            | Diablo           | Doug Aarniokoski      | Munis Rashid a Robert Wittstadt        | 20. května 2020    | 22. prosince 2020  | 321       | 4,82                                   |

### Čtvrtá řada (2020–2021)
| Č. v seriálu | Č. v řadě | Původní název                 | Český název   | Režie            | Scénář                                  | Premiéra v USA     | Premiéra v ČR                | Prod. kód | Sledovanost v USA (v milionech diváků) |
| ------------ | --------- | ----------------------------- | ------------- | ---------------- | --------------------------------------- | ------------------ | ---------------------------- | --------- | -------------------------------------- |
| 67-68        | 12        | 3 Seventeen Year OldsStakeout | bude oznámeno | Billy Gierhart   | Aaron Rahsaan ThomasKent Rotherham      | 11. listopadu 2020 | 12. dubna 202119. dubna 2021 | 401-402   | 2,752,56                               |
| 69           | 3         | The Black Hand Man            | bude oznámeno | Doug Aarniokoski | Aaron Rahsaan Thomas a Matthew T. Brown | 18. listopadu 2020 | 26. dubna 2021               | 403       | 2,25                                   |
| 70           | 4         | Memento Mori                  | bude oznámeno | Doug Aarniokoski | VJ Boyd                                 | 25. listopadu 2020 | 3. května 2021               | 404       | 3,39                                   |
| 71           | 5         | Fracture                      | bude oznámeno | Oz Scott         | Munis Rashid                            | 9. prosince 2020   | 10. května 2021              | 405       | 3,88                                   |
| 72           | 6         | Hopeless Sinner               | bude oznámeno | Cherie Dvorak    | Alison Cross                            | 26. prosince 2020  | 17. května 2021              | 406       | 4,06                                   |
| 73           | 7         | Under Fire                    | bude oznámeno | Jann Turner      | Andrew Dettman                          | 13. ledna 2021     | 24. května 2021              | 407       | 3,28                                   |
| 74           | 8         | Crusade                       | bude oznámeno | Billy Gierhart   | Sarah Alderson                          | 27. ledna 2021     | 31. května 2021              | 408       | 3,08                                   |
| 75           | 9         | Next of Kin                   | bude oznámeno | Cheri Dvorak     | Michael Gemballa                        | 17. února 2021     | 7. června 2021               | 409       | 2,99                                   |
| 76           | 10        | Buried                        | bude oznámeno | Paul Bernard     | Robert Wittstadt                        | 3. března 2021     | 14. června 2021              | 410       | 3,62                                   |
| 77           | 11        | Positive Thinking             | bude oznámeno | Guy Ferland      | VJ Boyd a Sarah Alderson                | 10. března 2021    | 21. června 2021              | 411       | 2,84                                   |
| 78           | 12        | U-Turn                        | bude oznámeno | Larry Teng       | Niceole R. Levy                         | 24. března 2021    | 28. června 2021              | 412       | 3,71                                   |
| 79           | 13        | Sins of the Fathers           | bude oznámeno | Guy Ferland      | Munis Rashid a Alison Cross             | 7. dubna 2021      | 5. července 2021             | 413       | 3,10                                   |
| 80           | 14        | Reckoning                     | bude oznámeno | Maja Vrvilo      | Amelia Sims                             | 21. dubna 2021     | 12. července 2021            | 414       | 3,06                                   |
| 81           | 15        | Local Heroes                  | bude oznámeno | Jann Turner      | Matthew T. Brown                        | 5. května 2021     | 19. července 2021            | 415       | 3,11                                   |
| 82           | 16        | Lockdown                      | bude oznámeno | Maja Vrvilo      | Kent Rotherham a Robert Wittstadt       | 12. května 2021    | 26. července 2021            | 416       | 2,96                                   |
| 83           | 17        | Whistleblower                 | bude oznámeno | Cherie Dvorak    | Ryan Keleher                            | 19. května 2021    | 2. srpna 2021                | 417       | 3,13                                   |
| 84           | 18        | Veritas Vincit                | bude oznámeno | Billy Gierhart   | Niceole R. Levy a Michael Gemballa      | 26. května 2021    | 2. srpna 2021                | 418       | 3,17                                   |

### Pátá řada (2021–2022)
| Č. v seriálu | Č. v řadě | Původní název      | Český název   | Režie               | Scénář               | Premiéra v USA     | Premiéra v ČR | Prod. kód | Sledovanost v USA (v milionech diváků) |
| ------------ | --------- | ------------------ | ------------- | ------------------- | -------------------- | ------------------ | ------------- | --------- | -------------------------------------- |
| 85           | 1         | Vagabundo          | bude oznámeno | Billy Gierhart      | Mellori Velasquez    | 1. října 2021      | bude oznámeno | 501       | 4,86                                   |
| 86           | 2         | Madrugada          | bude oznámeno | Billy Gierhart      | Matthew T. Brown     | 8. října 2021      | bude oznámeno | 502       | 4,94                                   |
| 87           | 3         | 27 David           | bude oznámeno | Alex Graves         | Nathan Louis Jackson | 15. října 2021     | bude oznámeno | 503       | 4,84                                   |
| 88           | 4         | Sentinel           | bude oznámeno | Cherie Dvorak       | Ryan Keleher         | 22. října 2021     | bude oznámeno | 504       | 4,70                                   |
| 89           | 5         | West Coast Offense | bude oznámeno | Stephanie Marquardt | Kent Rotherham       | 5. listopadu 2021  | bude oznámeno | 505       | 4,93                                   |
| 90           | 6         | Crisis Actor       | bude oznámeno | Cherie Dvorak       | Sarah Alderson       | 12. listopadu 2021 | bude oznámeno | 506       | 4,84                                   |
| 91           | 7         | Keep the Faith     | bude oznámeno | John Showalter      | J. Stone Alston      | 3. prosince 2021   | bude oznámeno | 507       | 5,33                                   |
| 92           | 8         | Safe House         | bude oznámeno | Alex Russell        | Mellori Velasquez    | 10. prosince 2021  | bude oznámeno | 508       | 4,98                                   |
| 93           | 9         | Survive            | bude oznámeno | Billy Gierhart      | Michael Gemballa     | 2. ledna 2022      | bude oznámeno | 509       | 3,77                                   |
| 94           | 10        | Three Guns         | bude oznámeno | Guy Ferland         | Melissa Park         | 9. ledna 2022      | bude oznámeno | 510       | 3,73                                   |
| 95           | 11        | Old School Cool    | bude oznámeno | Paul Bernard        | Amelia Sims          | 27. února 2022     | bude oznámeno | 511       | bude oznámeno                          |